# Darik's Boot and Nuke
Darik's Boot and Nuke, conosciuto anche come DBAN, è un software open source, pensato per la cancellazione sicura dei dati presenti su un hard disk, rendendoli irrecuperabili. Il progetto è stato creato nel 2004 da Darik Horn, sviluppatore attivo nella comunità open source che ha contribuito a vari progetti, tra cui SoftEther VPN per Ubuntu.
Al file di ottenere la cancellazione sicura dei dati, DBAN, sovrascrive i dati presenti sull'hard disk con numeri pseudocasuali generati da algoritmi come Mersenne Twister, ISAAC o con metodo Gutmann. Questo processo rende i dati originali praticamente impossibili da recuperare.
DBAN supporta vari metodi di cancellazione, ciascuno con diversi livelli di sicurezza.
- Quick Erase: Un singolo passaggio di sovrascrittura.
- DoD Short (3 passaggi): Sovrascrive i dati con tre passaggi, seguendo lo standard del Dipartimento della Difesa degli Stati Uniti.
- DoD 5220.22-M (7 passaggi): Sovrascrive i dati con sette passaggi, offrendo un livello di sicurezza ancora maggiore.
- Metodo Gutmann: Sovrascrive i dati con 35 passaggi, considerato uno dei metodi più sicuri e completi per la cancellazione dei dati.

Funziona avviando il sistema da un supporto esterno come un CD, DVD, USB o PXE che carica un sistema operativo leggero basato su Linux. Pur non essendo una distribuzione Linux completa, DBAN utilizza un kernel Linux per creare un ambiente dedicato esclusivamente alla cancellazione sicura dei dati. DBAN supporta dischi PATA (IDE), SCSI e SATA e  può essere configurato per la cancellazione automatica di tutti gli hard disk rilevati su un sistema o su un'intera rete di sistemi, rendendolo molto utile per scenari di distruzione di dati non supervisionata. DBAN è disponibile per i sistemi basati su architettura x86.
DBAN, come altri metodi di cancellazione sicura dei dati, è spesso impiegato prima della donazione o vendita di un computer o prima dello smaltimento dei dischi rigidi. Questo assicura che tutti i dati personali e sensibili siano completamente eliminati, impedendo che possano essere recuperati da persone non autorizzate.

## Stato del progetto
Nel settembre 2012, Blancco ha annunciato l'acquisizione di DBAN.
Il 4 giugno 2015 è uscita l'ultima versione di DBAN, la 2.3.0. Da quel momento, lo sviluppo di DBAN è fermo e il sito web ufficiale di DBAN (https://dban.org/) è utilizzato da Blancco per commercializzare il suo prodotto Blancco Drive Eraser. DBAN rimane comunque disponibile al pubblico e indicata da Blancco quale soluzione per uso personale.

## nwipe
nwipe è stato creato il 20 ottobre 2014 da Martijn van Brummelen come fork del comando dwipe originariamente utilizzato da DBAN. Lo scopo del progetto era quello di permettere di eseguire il comando dwipe al di fuori di DBAN, permettendone così il suo utilizzo con qualsiasi distribuzione Linux.